# Vita da non morire mai
Vita da non morire mai è un documentario del 2013 diretto da Silvana Maja.

## Trama
Tre donne ci conducono per mano attraverso la più antica emozione umana: la paura. Per ognuna di loro, narrare la propria storia è un'occasione per gestire il senso dell'ignoto, per ricostruire e riorganizzare con altri codici i significati legati alla propria esperienza di vita. Un processo evolutivo che parte dal momento della scoperta del cancro, all'incredulità per il presente, all'incertezza per il futuro, al ricordo del passato. La voce di queste donne coraggiose si rompe all'improvviso, si piega, poi si ricompone, si eleva poco a poco fino a trovare una forza, una determinazione, un doppiofondo che fa da cassa di risonanza per altre donne, altre vite in bilico, altri corpi spezzati. La narrazione, scandita da un orologio interiore, manifesta il difficile percorso verso un nuovo modo di percepire se stessi, le relazioni interpersonali e il proprio ruolo nella società.